# Munakari (vid Martinniemi, Uleåborg)
Munakari är en ö i Finland. Den ligger i Bottenviken och i kommunen Uleåborg i den ekonomiska regionen  Uleåborgs ekonomiska region i landskapet Norra Österbotten, i den norra delen av landet. Ön ligger omkring 28 kilometer norr om Uleåborg och omkring 560 kilometer norr om Helsingfors.
Öns area är 2,9 hektar och dess största längd är 290 meter i sydöst-nordvästlig riktning.